# الكسندر فون سيبولد
الكسندر فون سيبولد (بالألمانية: Alexander von Siebold)‏ (و. 1846 – 1911 م) هو ترجمان ‏، ومترجم ألماني، ولد في لايدن، توفي في الريفييرا الفرنسية، عن عمر يناهز 65 عاماً.

## مناصب
تولى منصب Foreign government advisors in Meiji Japan ‏
.